# Église Saint-Victor de Fleurus
Pour les articles homonymes, voir Église Saint-Victor.
L'église Saint-Victor est une église de style gothique, classique et néogothique située sur le territoire de la ville belge de Fleurus, en province de Hainaut.
Datant du XIIe siècle dans ses parties les plus anciennes et plusieurs fois remaniée, l'église acquiert son aspect définitif en 1870. Classée au patrimoine culturel immobilier classé de la Wallonie, elle est un lieu de culte de la communauté catholique locale.  

## Historique
L'église Saint-Victor est un édifice d'origine romane du XIIe siècle qui a été remanié à de nombreuses reprises,. Le premier niveau de la tour-clocher remonte à ce XIIe siècle,. Le 'saint Victor' est sans doute Victor de Marseille, légionnaire romain chrétien mort martyr au IIIe siècle. 
En 1578, l'église est incendiée par les hommes d'armes du duc Jean-Casimir du Palatinat, durant les guerres de Religion, puis reconstruite vers 1588. Le chœur de style gothique date des restaurations effectuées à la fin du XVIe siècle et au début du XVIIe siècle, le parement est refait au XVIIe siècle et le clocher date du XVIIIe siècle,.
Vers 1870, l'architecte carolorégien Auguste Cador remanie l'édifice, qui subit encore plusieurs restaurations au XXe siècle,.

## Statut patrimonial
L'église Saint-Victor de Fleurus, rattachée au diocèse de Tournai,, figure à l'Inventaire du patrimoine immobilier culturel de la Wallonie sous la référence 52021-INV-0078-01.

## Architecture

### Architecture extérieure
À l'ouest, l'église présente un fort clocher en moellons de plan carré refait au XVIIIe siècle,. Le dernier étage du clocher est percé sur chaque face d'une double baie campanaire cintrée à double ébrasement, colonnette et abat-sons, surmontée d'un fronton triangulaire qui porte une horloge,. Les baies des quatre faces du clocher sont reliées entre elles par un cordon de pierre,. Le clocher est surmonté d'une flèche couverte d'ardoises.
La façade méridionale présente un parement de moellons assemblés en appareil irrégulier à la base et plus régulier en hauteur entre les fenêtres. Elle est percée d'un portail  à arc surbaissé  et de cinq grandes fenêtres de style classique à arc surbaissé présentant un encadrement réalisé en pierre bleue. Elle est surmontée d'une corniche moulurée à modillons et d'une haute toiture en bâtière à croupette
À l'est, l'église présente un chevet en moellons de style gothique qui date de la fin du XVIe siècle et du début du XVIIe siècle,. Ce chevet, composé de deux travées de chœur et d'une abside à trois pans, est percé de cinq hautes fenêtres ogivales.

Architecture extérieure
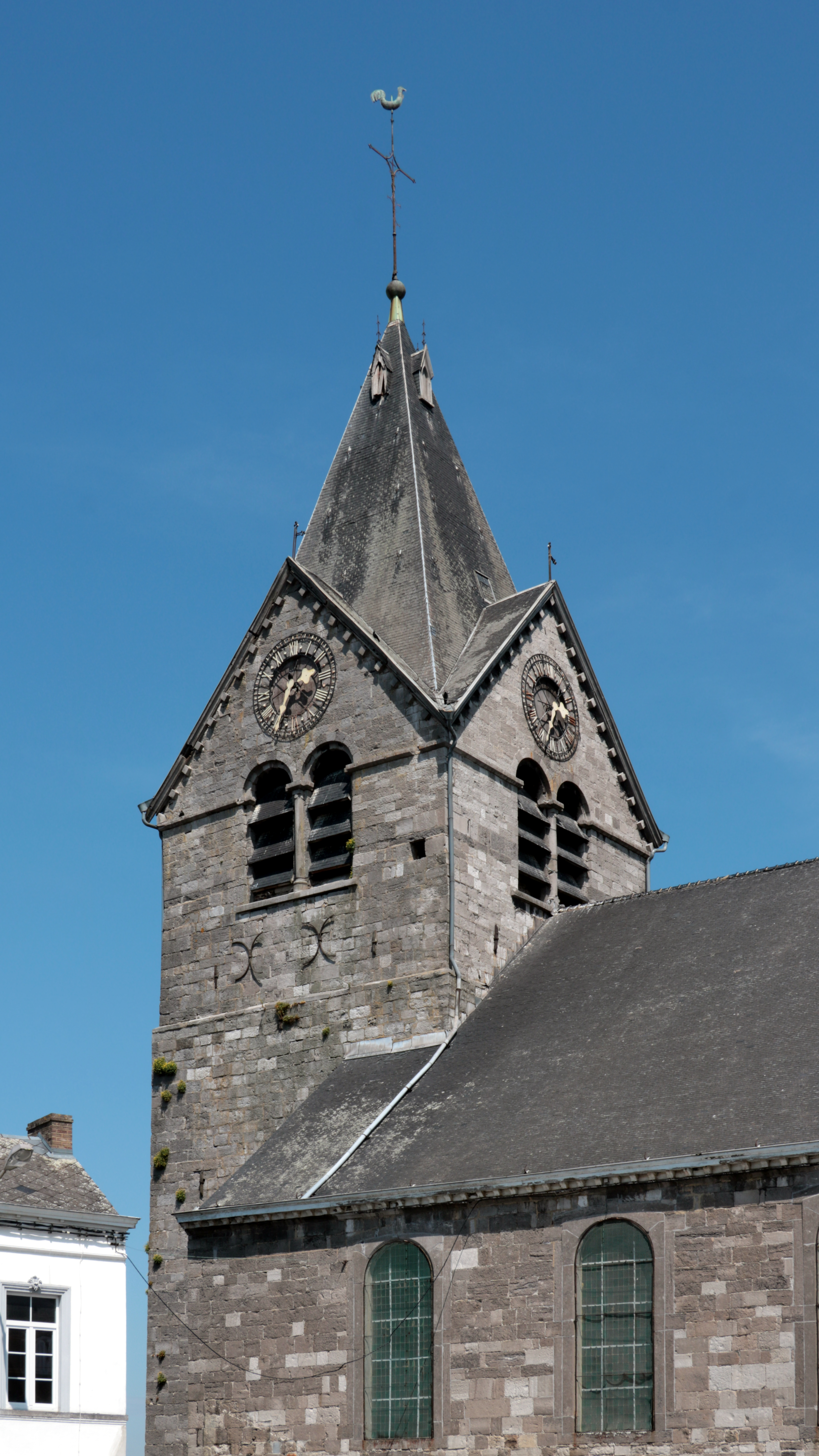
La tour-clocher.
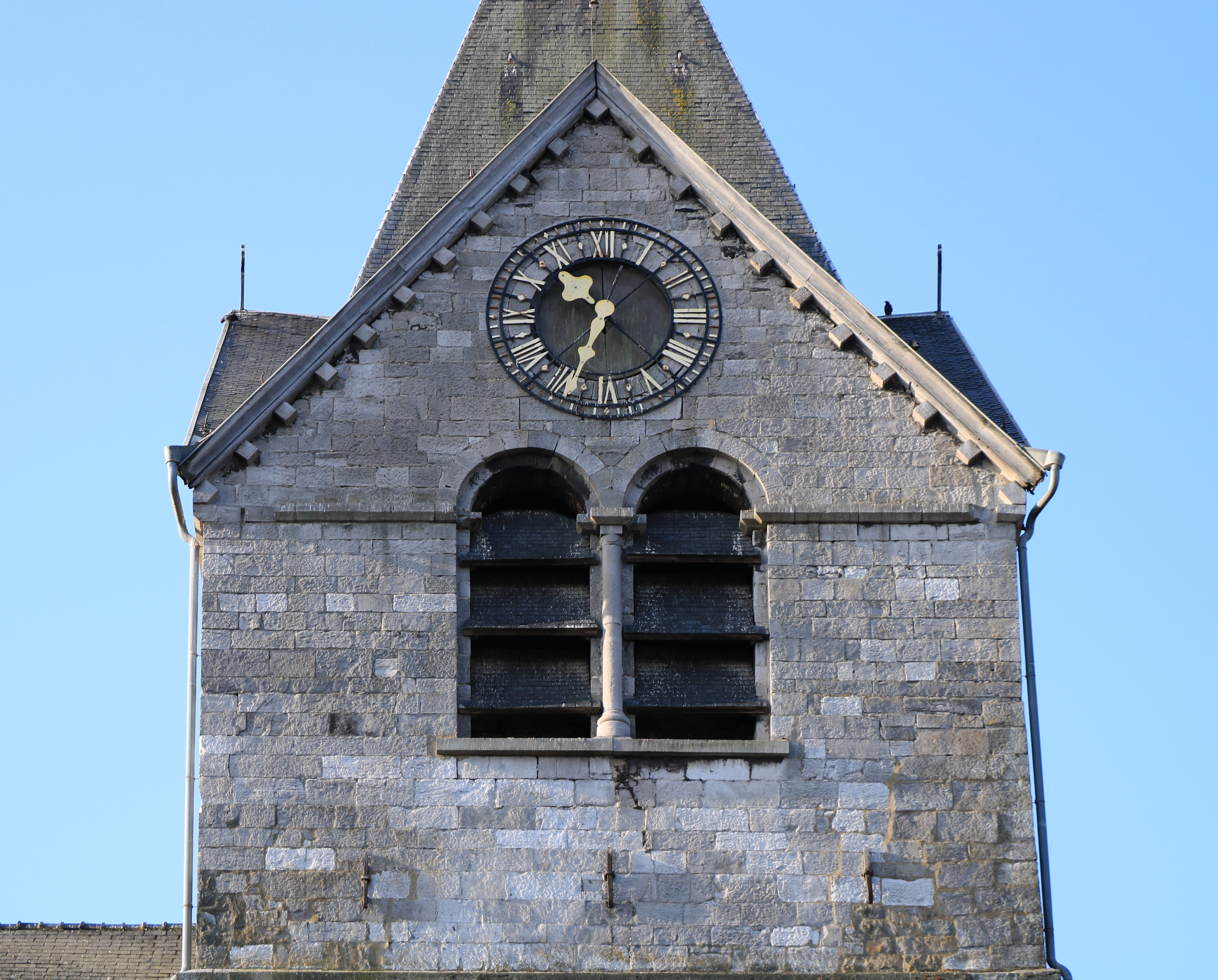
Les baies campanaires de la tour.
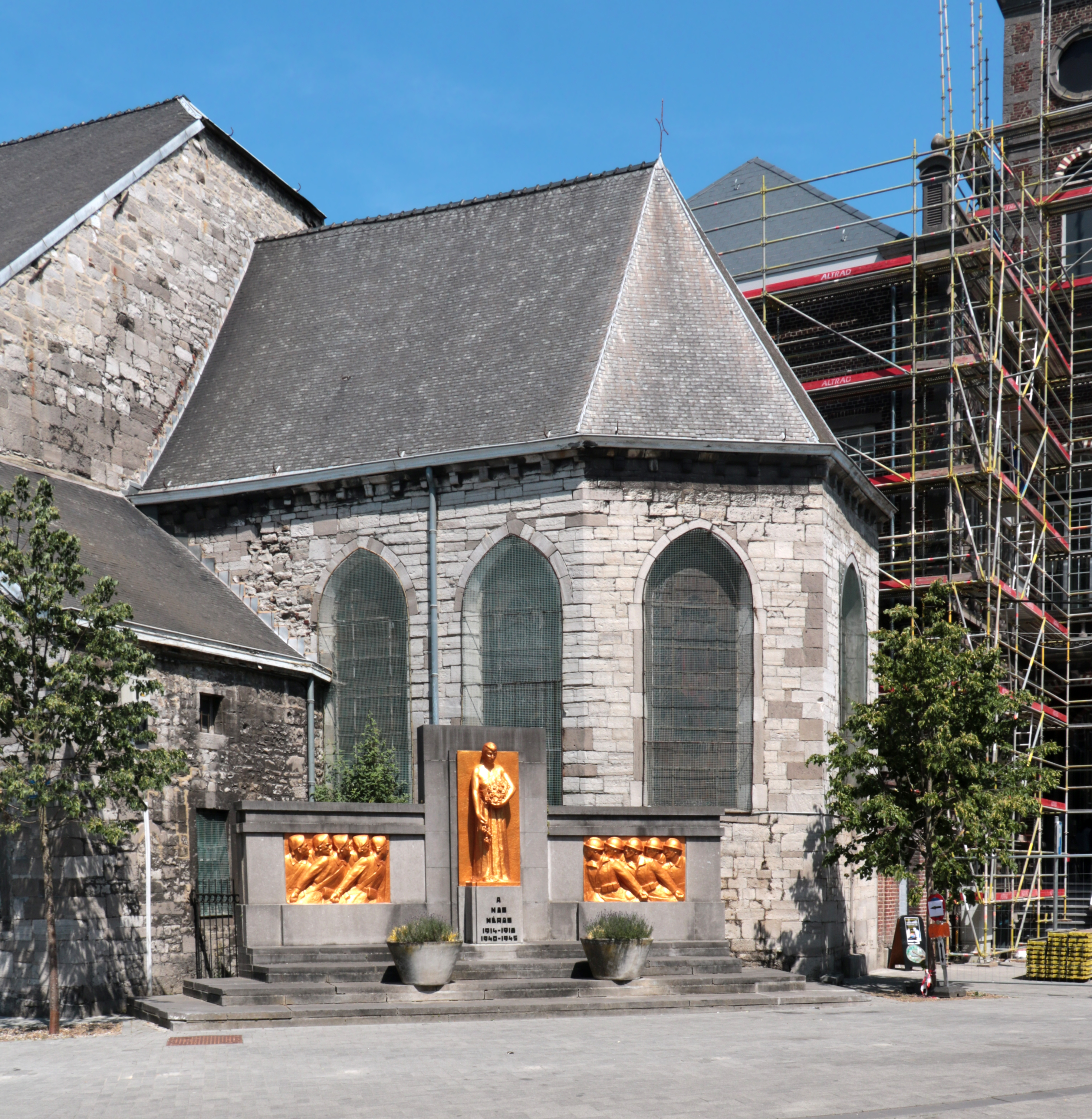
Le chevet de style gothique.
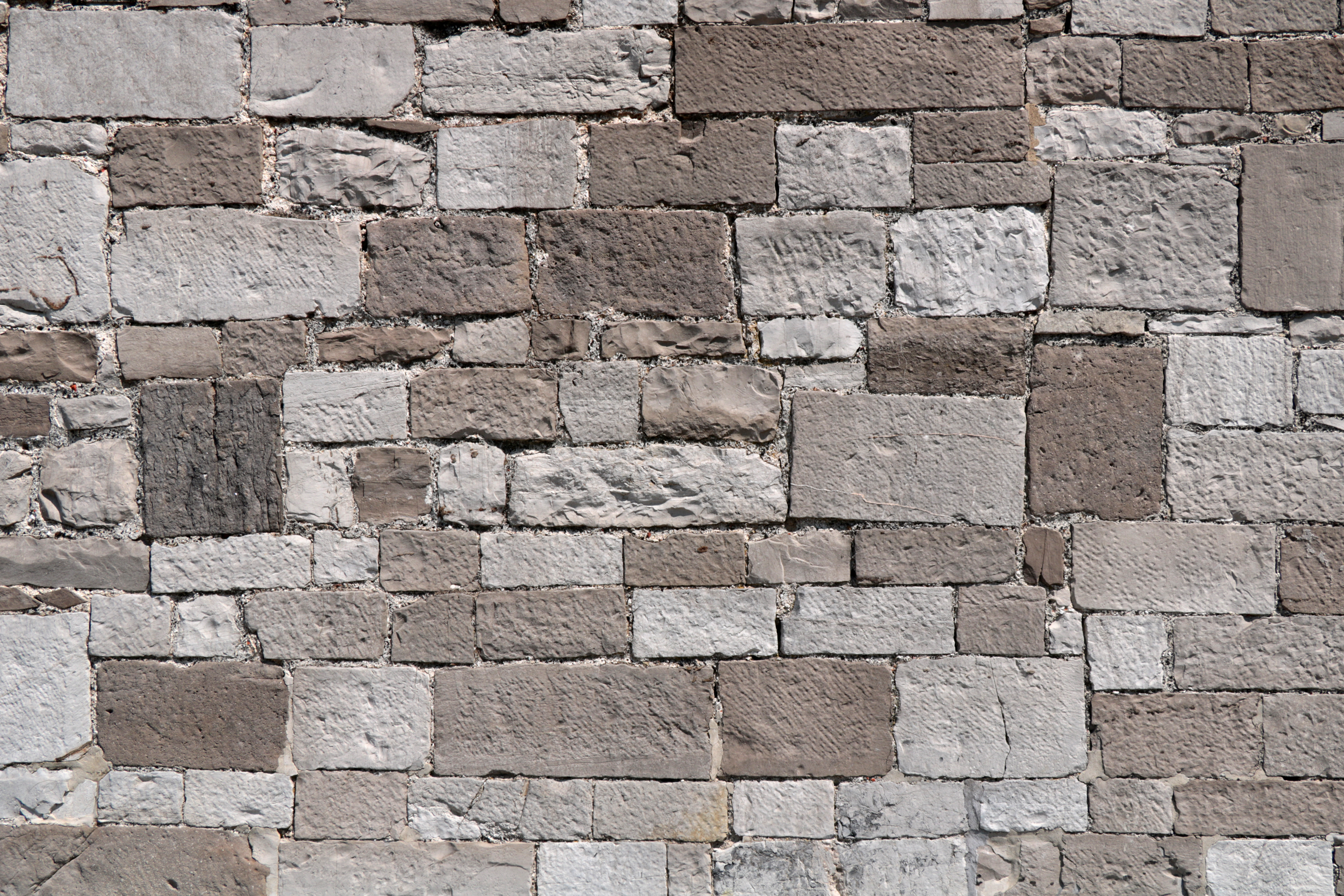
La maçonnerie de moellons.

### Architecture intérieure
À l'intérieur, l'église présente une nef de style néo-classique enduite et peinte en blanc.
La nef est séparée des collatéraux par des piliers carrés aux arêtes tronquées, surmontés chacun d'un chapiteau orné de palmettes en stuc.
Le fond de la nef est occupé par la tribune d'orgues, ornée d'une balustrade en chêne.
Le chœur de style gothique comporte deux travées de chœur et se termine par une abside à trois pans. L'entrée du chœur est marquée par un arc triomphal orné d'une poutre de gloire portant un Calvaire monumental, datant des environs de 1600. On y voit la Vierge Marie, à gauche, l'apôtre saint Jean à droite et Marie Madeleine, à genoux au pied de la croix.
Les murs du chœur sont ornés de lambris en chêne.

Architecture intérieure
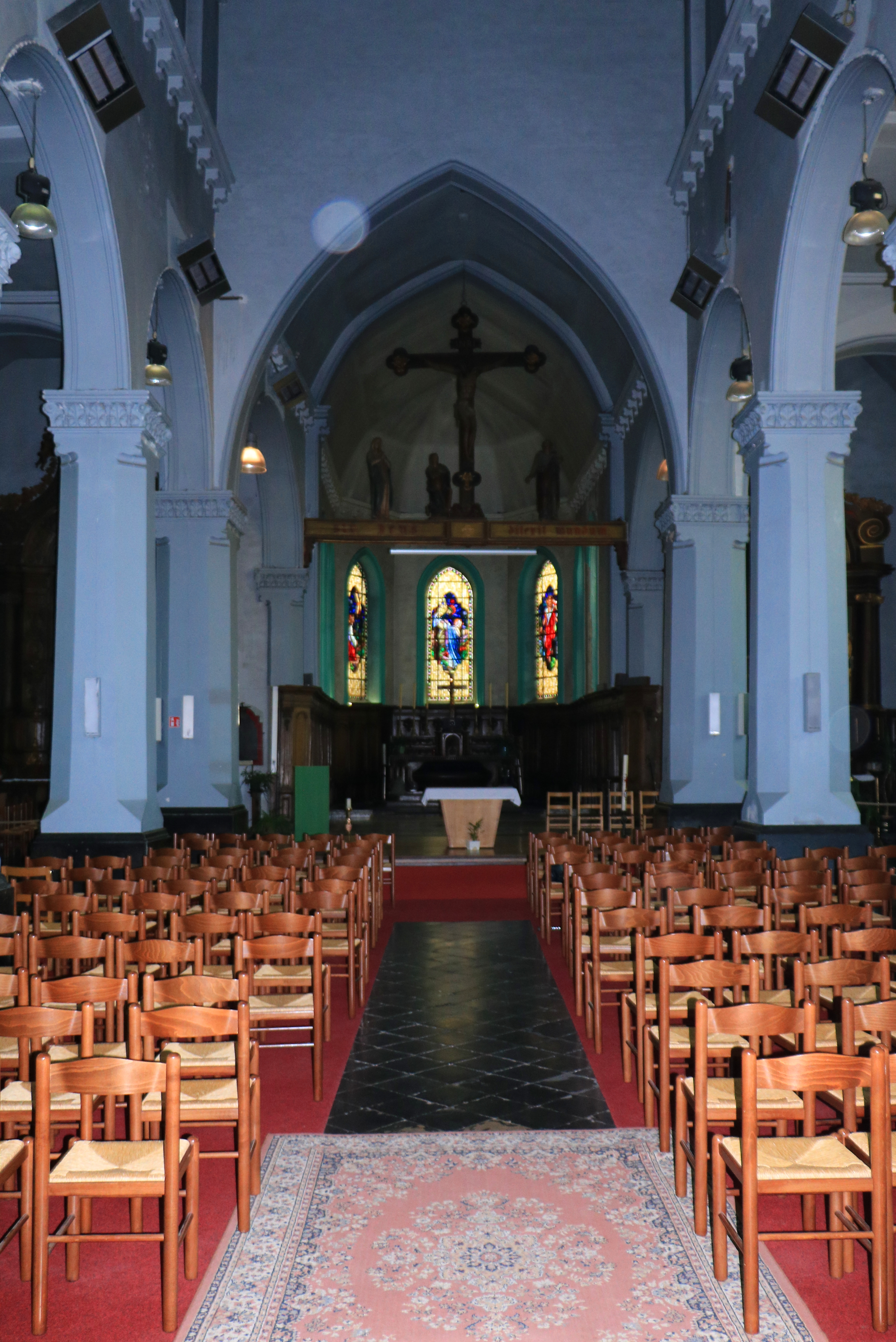
La nef.
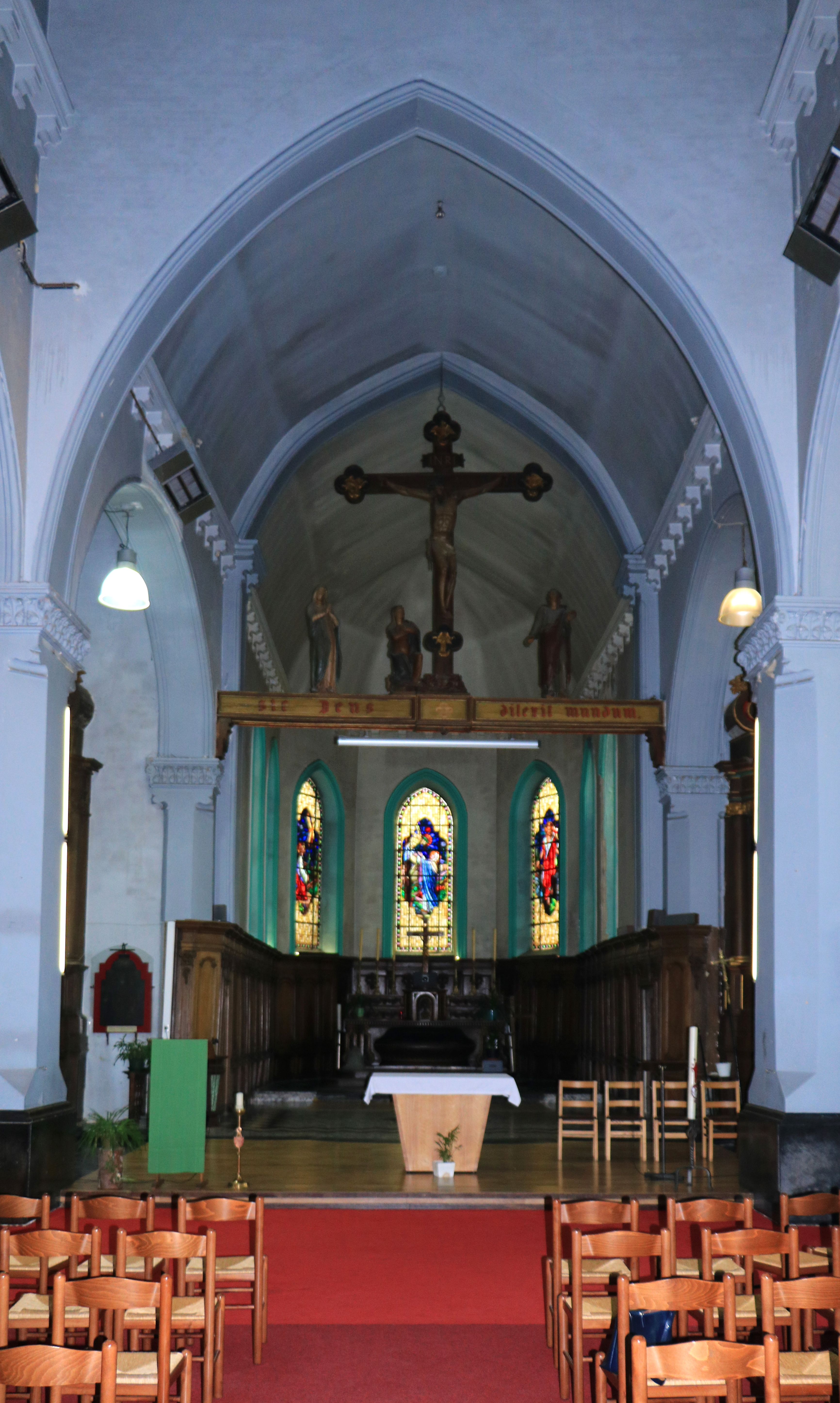
Le chœur.
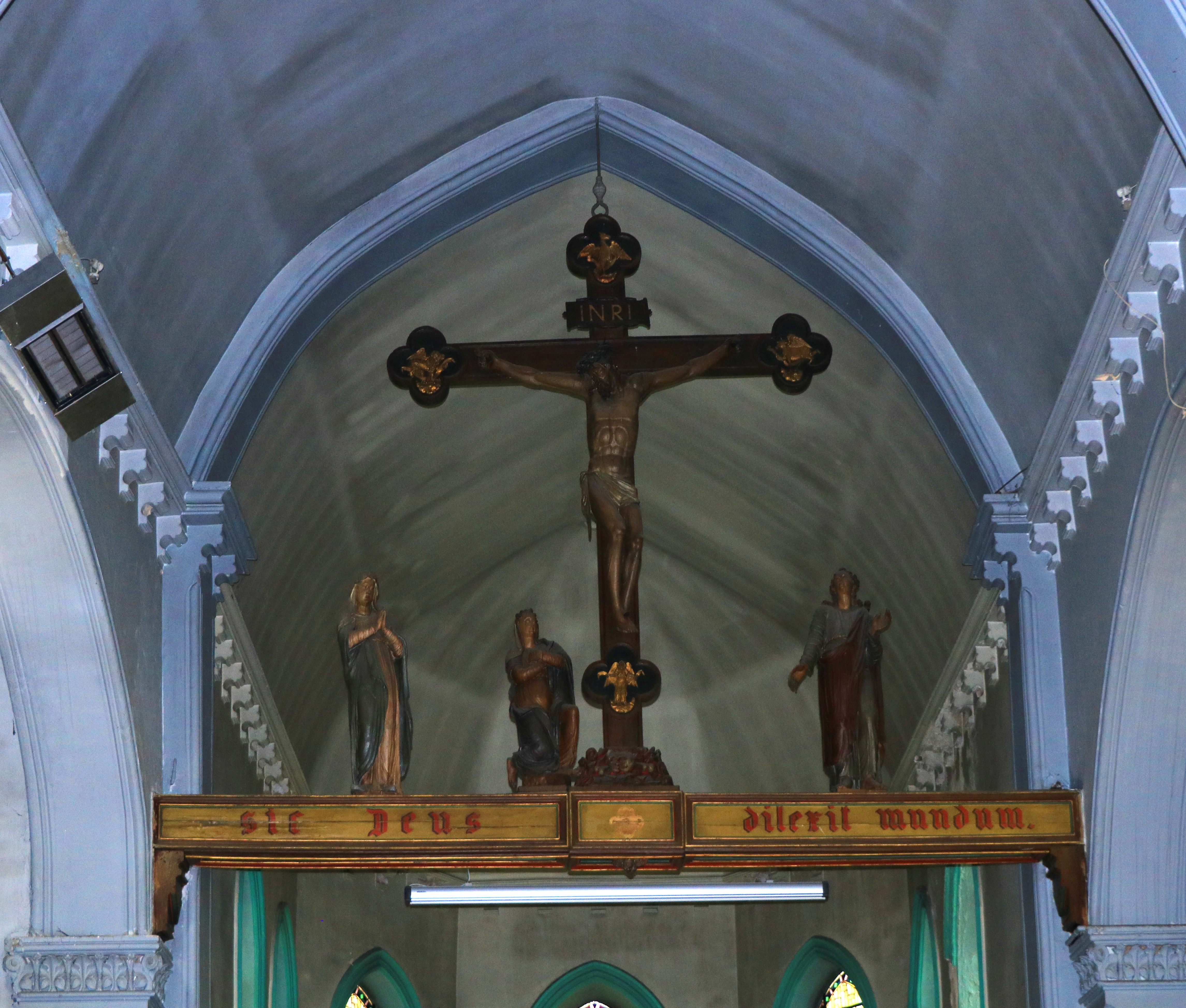
L'arc triomphal et la poutre de gloire.
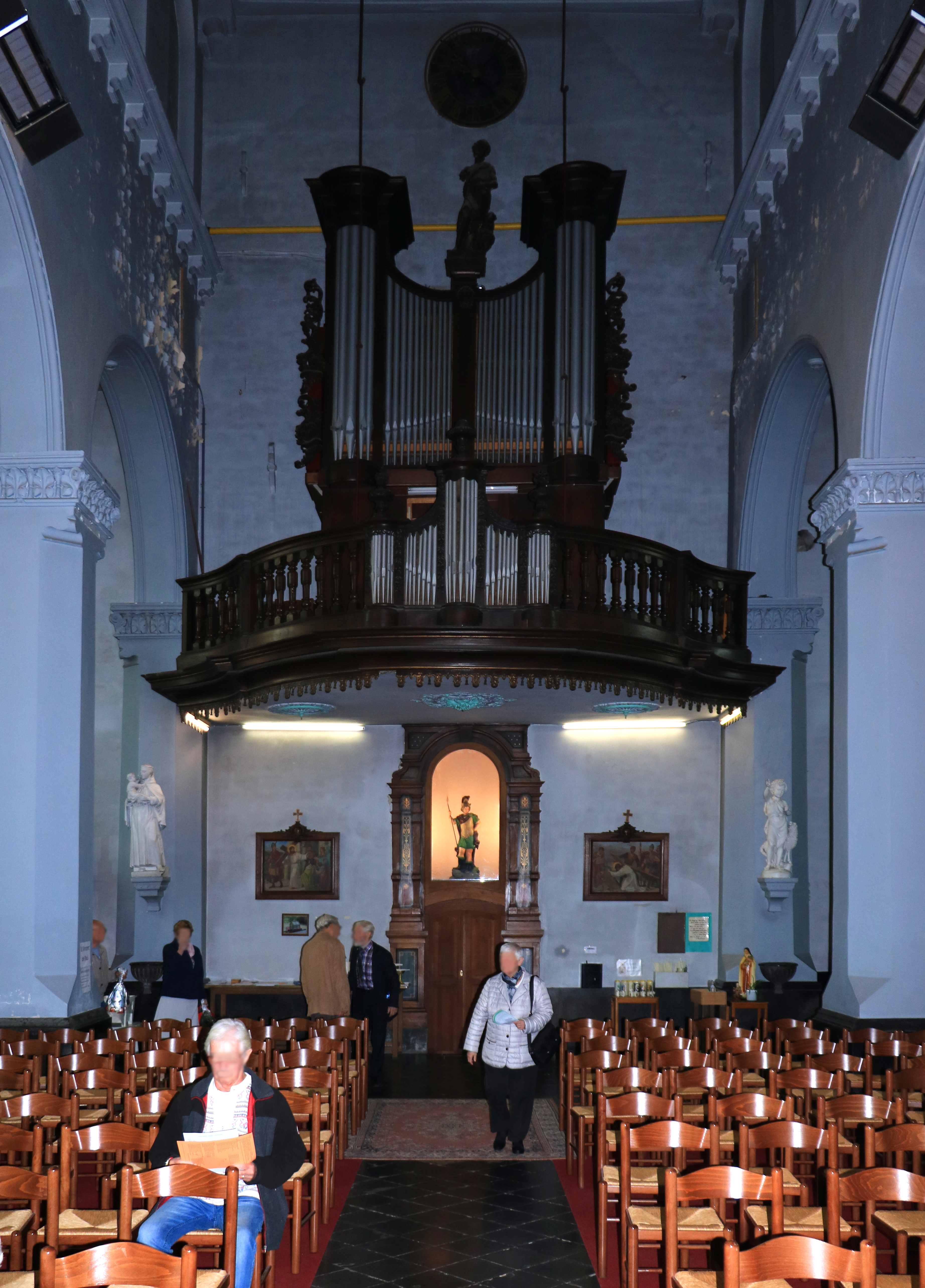
Le fond de la nef.
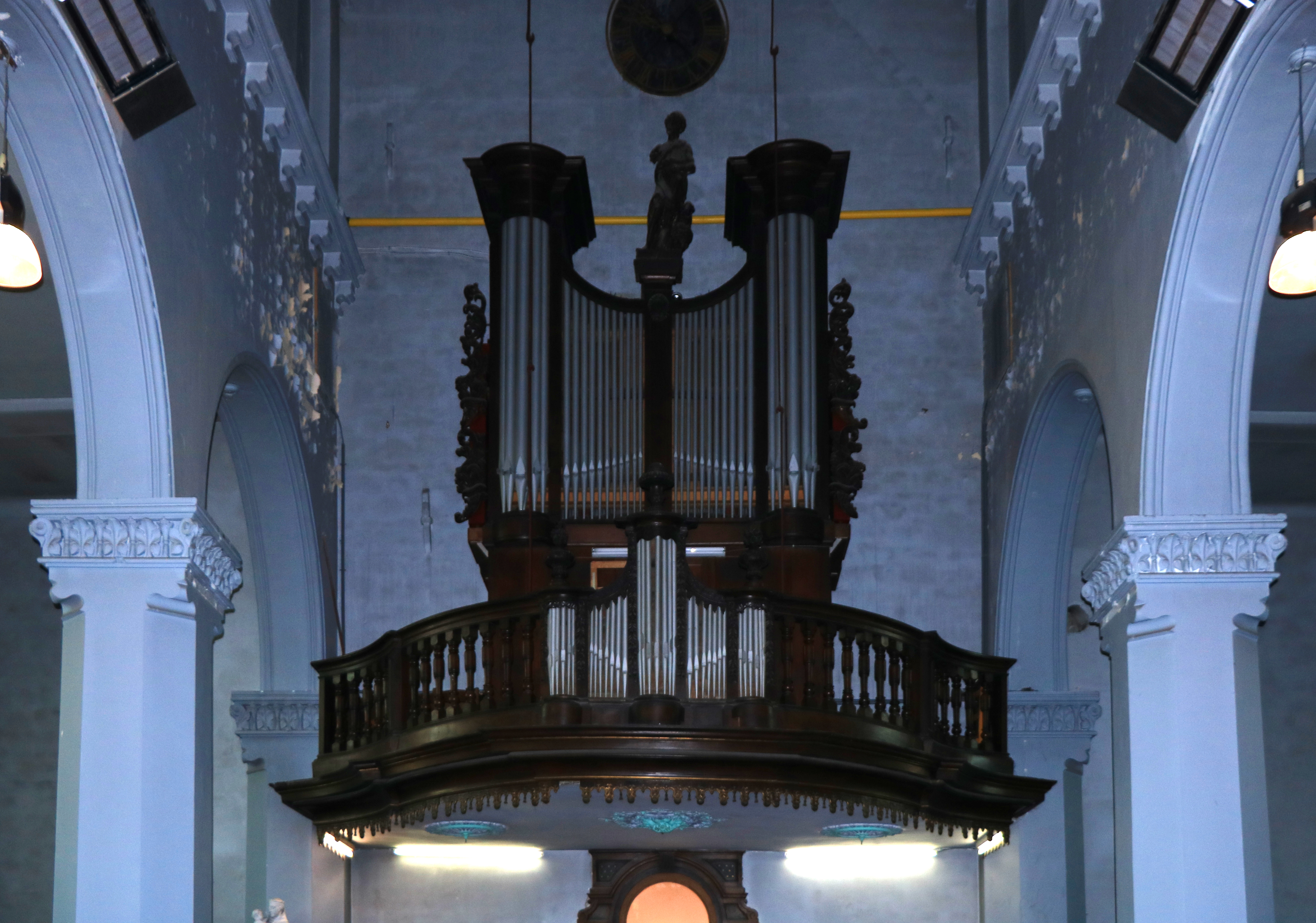
Les orgues.
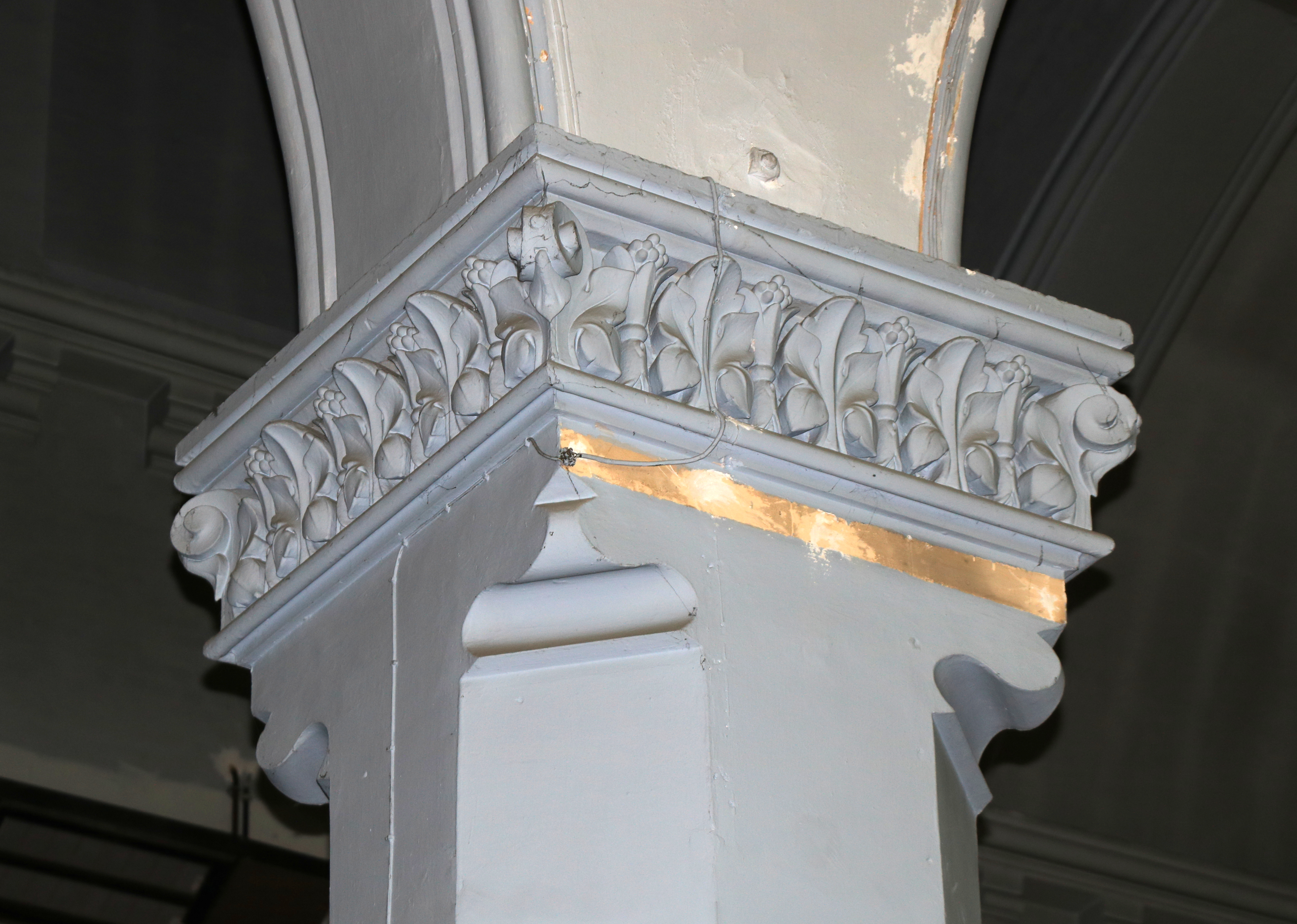
Un chapiteau.

## Patrimoine
À gauche dans la nef se trouve une statue du Christ aux liens : cette statue en bois, datant des environs de 1600, représente le Christ flagellé, attendant sa condamnation à mort. La tête couronnée d'épines et les poignets entravés d'une grosse corde, le Christ est dépouillé de ses vêtements, sa tunique recouvrant partiellement le rocher.
Dans le collatéral se dresse une chaire de vérité en chêne. La chaire de forme polygonale, adossée à une colonne et à laquelle un escalier tournant donne accès, ne possède pas d'abat-voix. Sa cuve, supportée par une statue de Moïse tenant les Tables de la Loi, est décorée de panneaux sculptés dont l'un représente saint-Jean Baptiste.
À l'ouest, sous la tribune d'orgue située dans le fond de la nef, se dresse une porte en bois flanquée de pilastres de style toscan ornés de marqueterie. La porte est surmontée d'une niche vitrée abritant la statue en bois polychrome du patron de l'église, saint Victor, soldat romain mis à mort à Marseille en 290.

Patrimoine
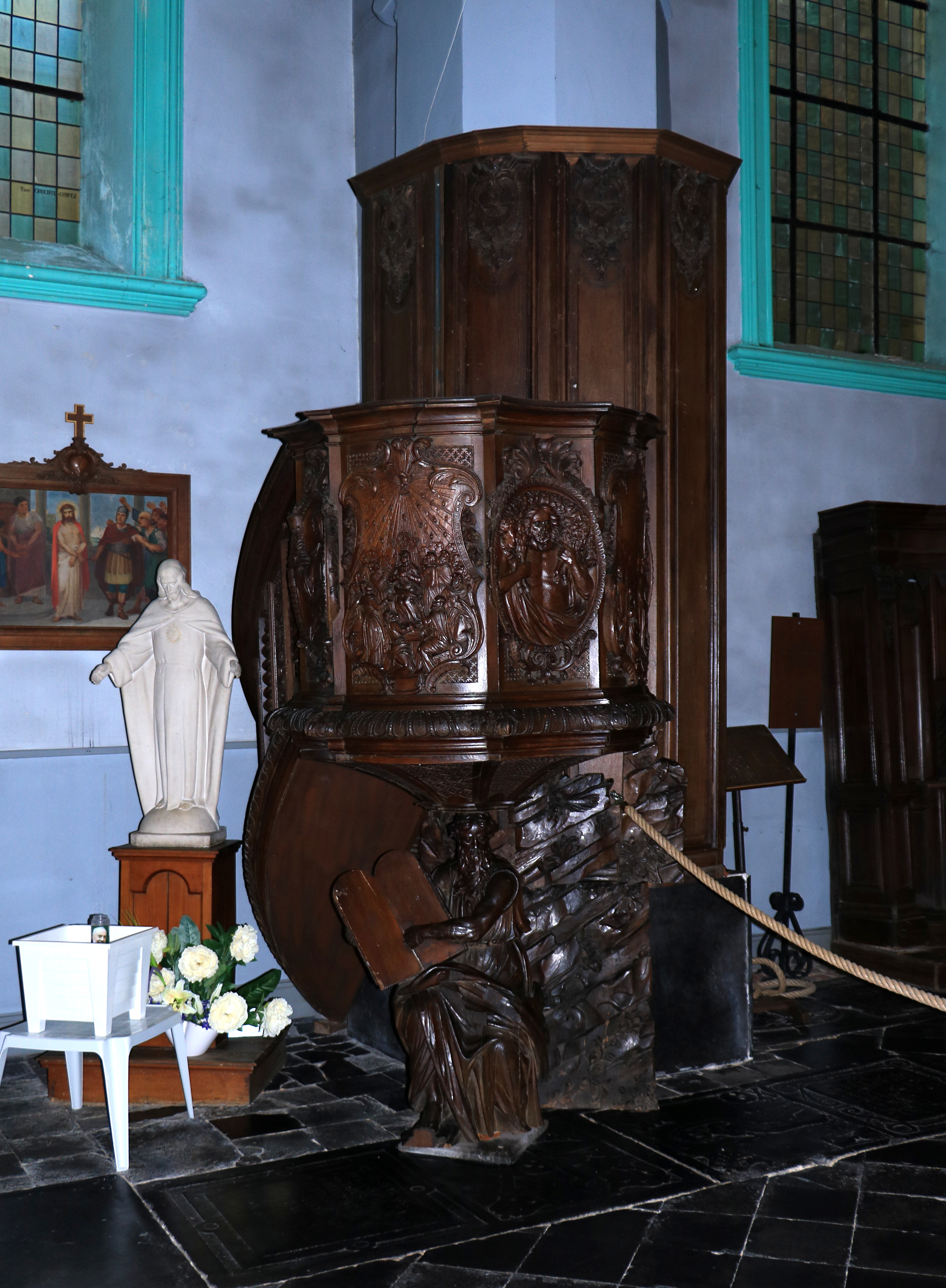
La chaire de vérité.
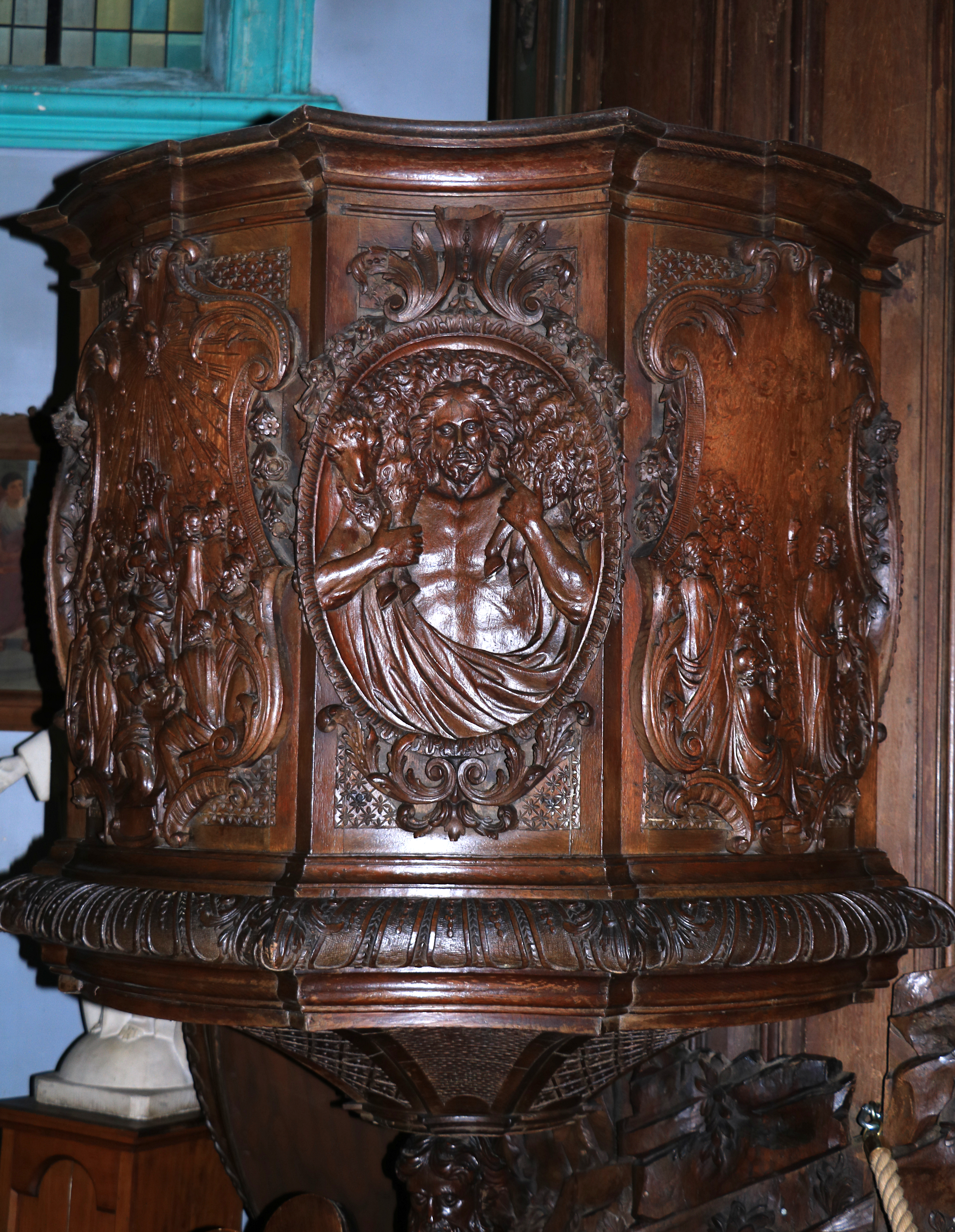
La cuve de la chaire.
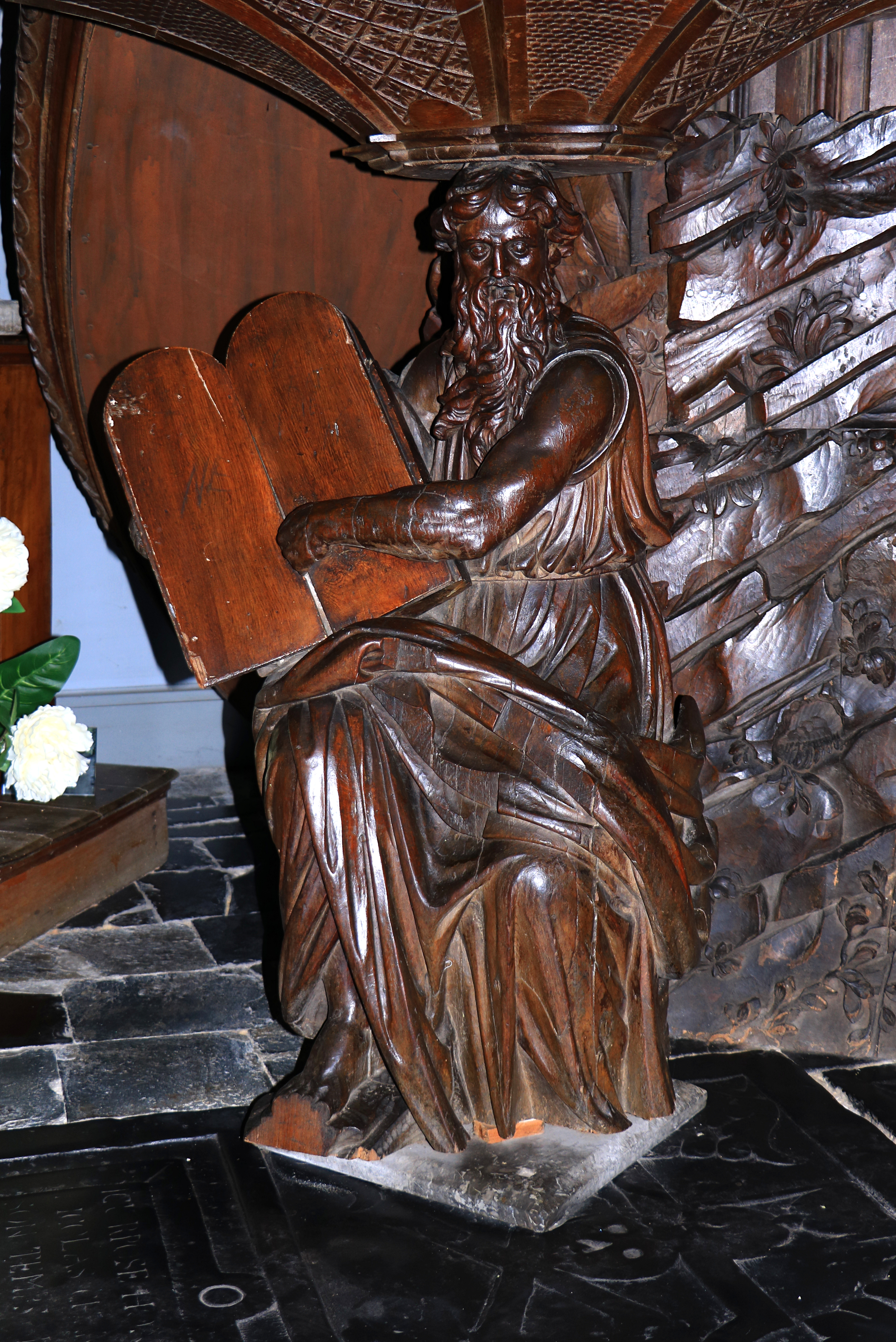
Moïse.
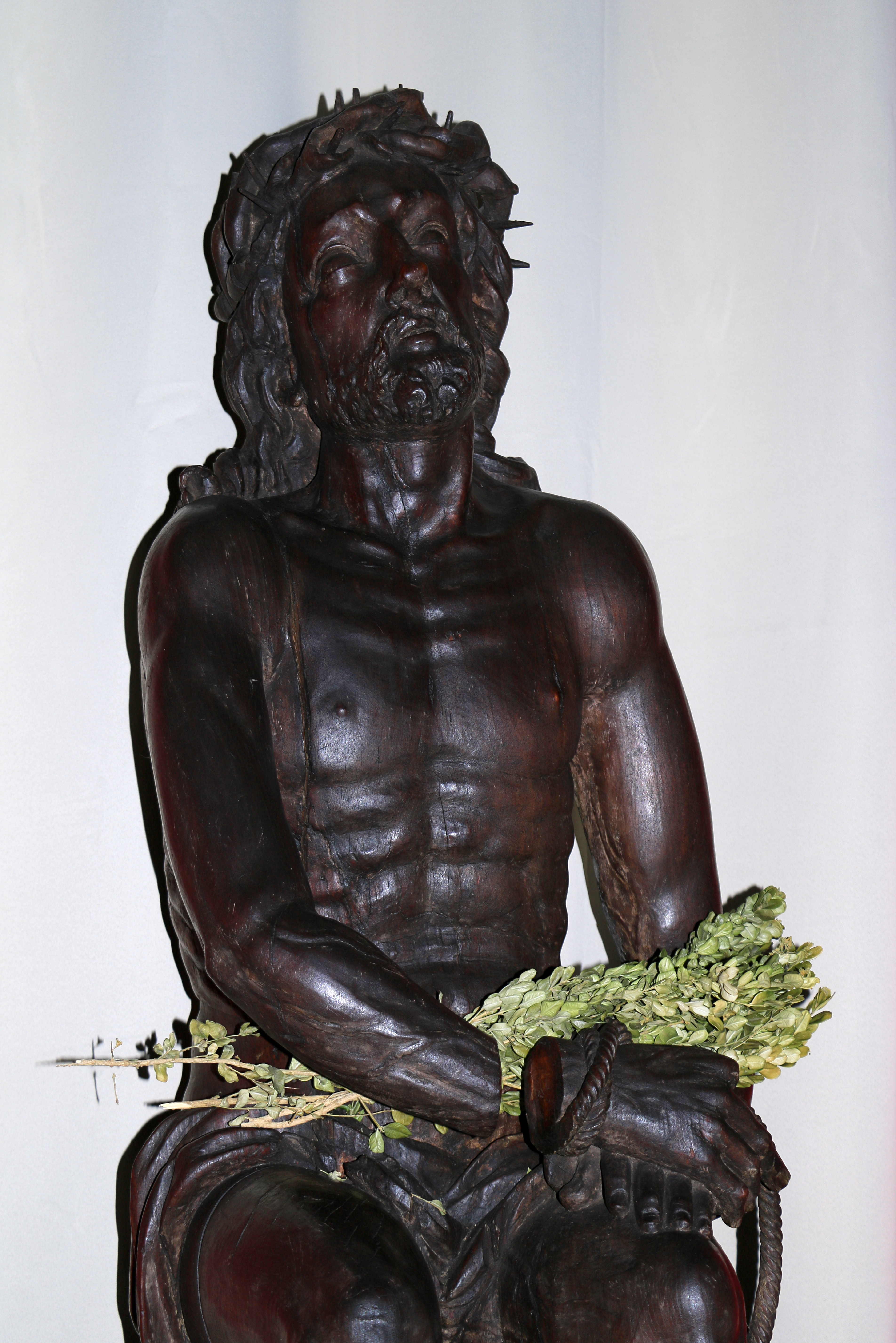
Le Christ aux liens.
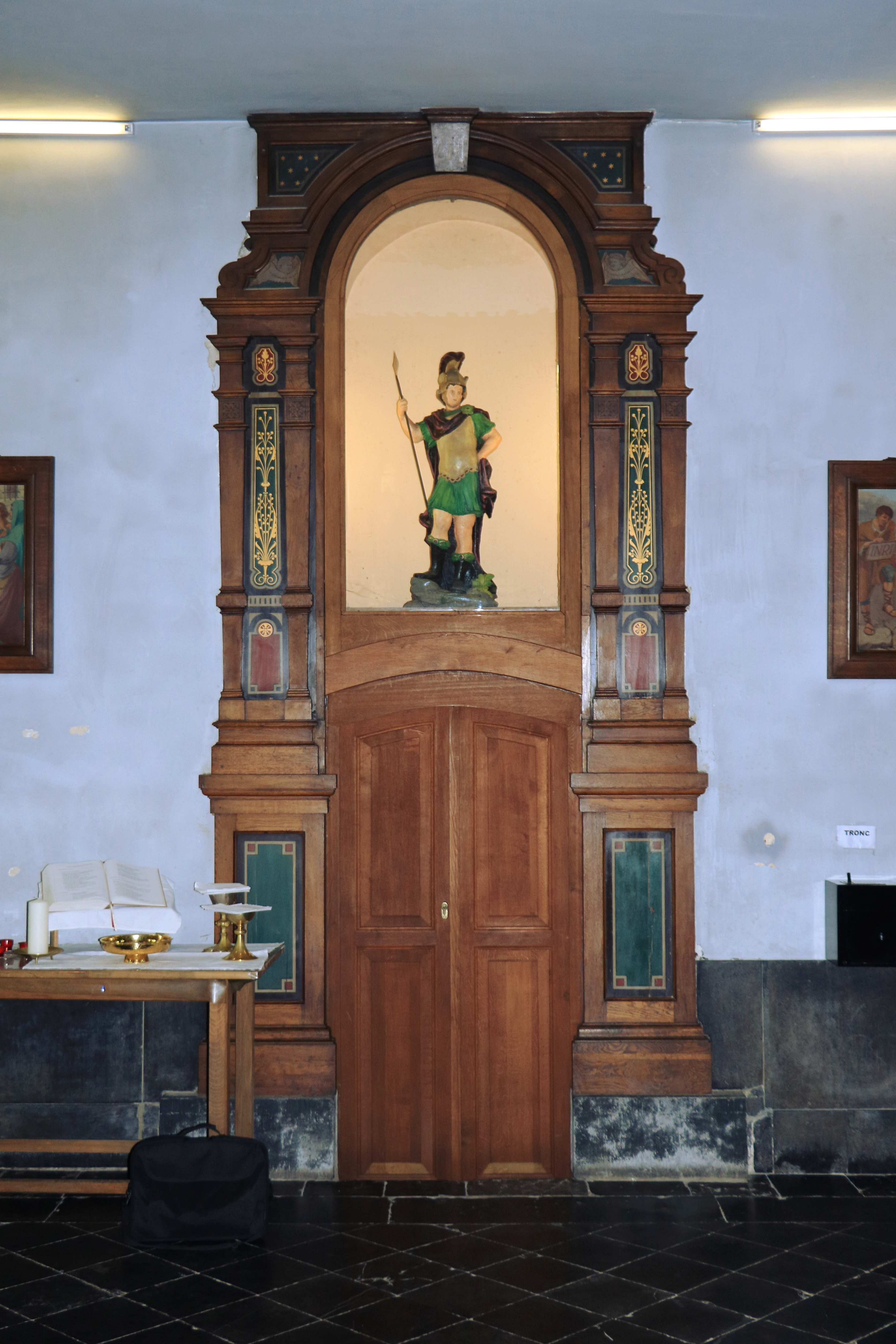
La statue de saint Victor sous les orgues.
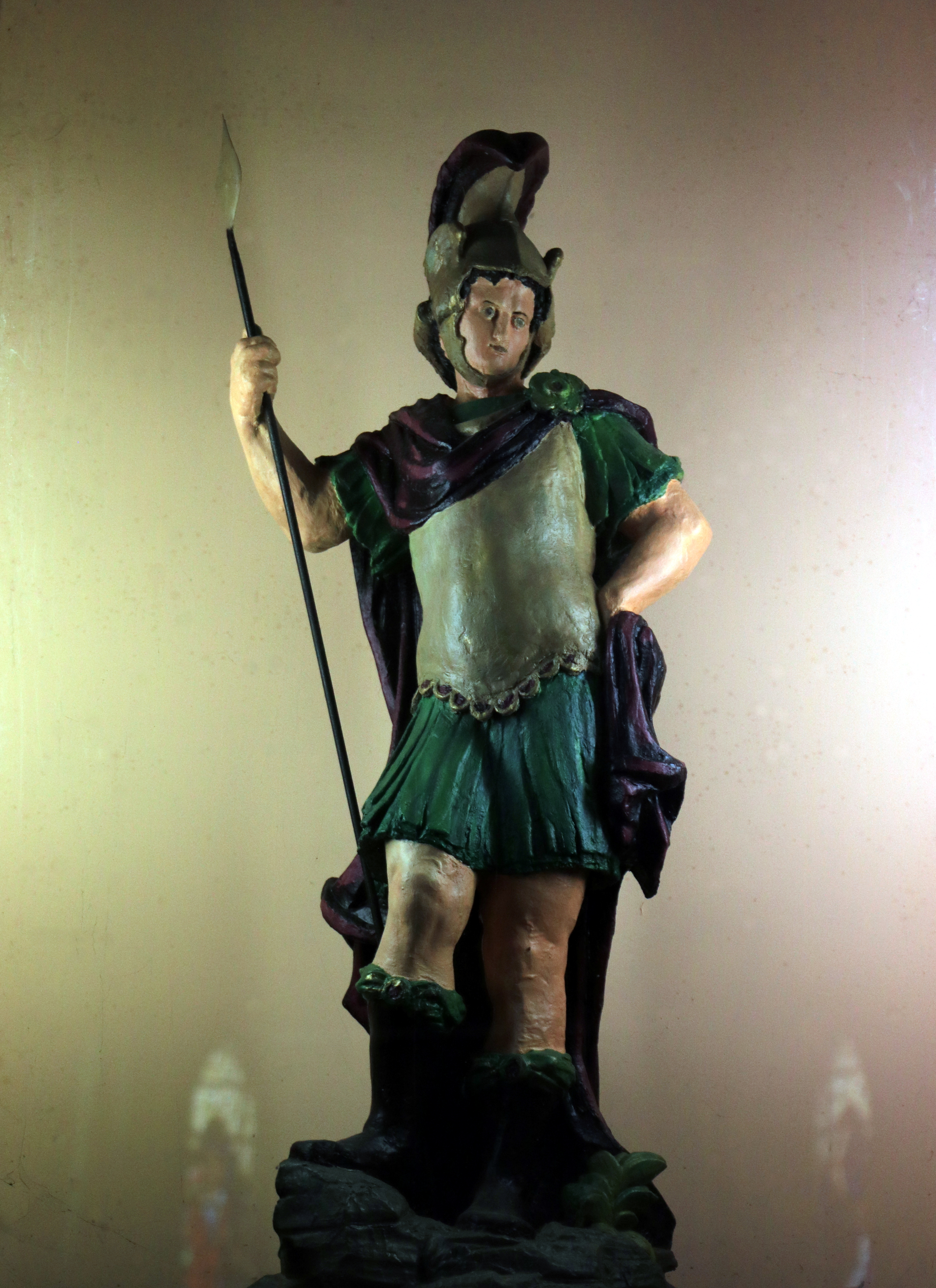
La statue de saint Victor.
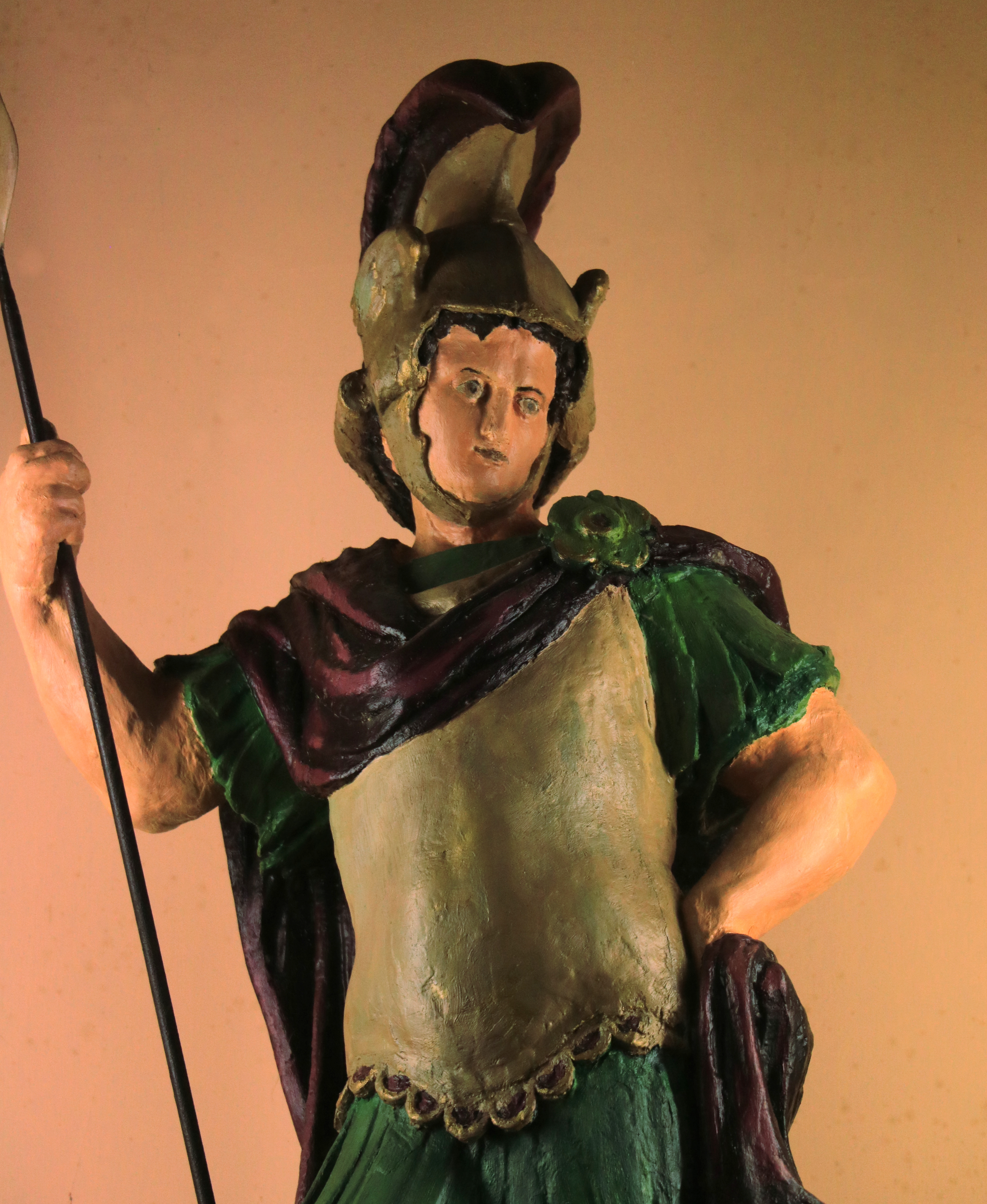
la statue de saint Victor (détail).

## Le monument aux héros des deux guerres mondiales
Au sud-est de l'église Saint-Victor, contre le chevet, se dresse le monument aux héros des deux guerres mondiales.
Ce monument en pierre bleue (petit granit) est constitué d'une stèle centrale ornée d'une statue de femme dorée et portant la mention :

« a nos héros

1914 - 1918

1940 - 1945 »

À gauche et à droite de la stèle centrale, deux panneaux sculptés, également dorés, figurent chacun un groupe de cinq soldats.

Le monument aux héros des deux guerres mondiales
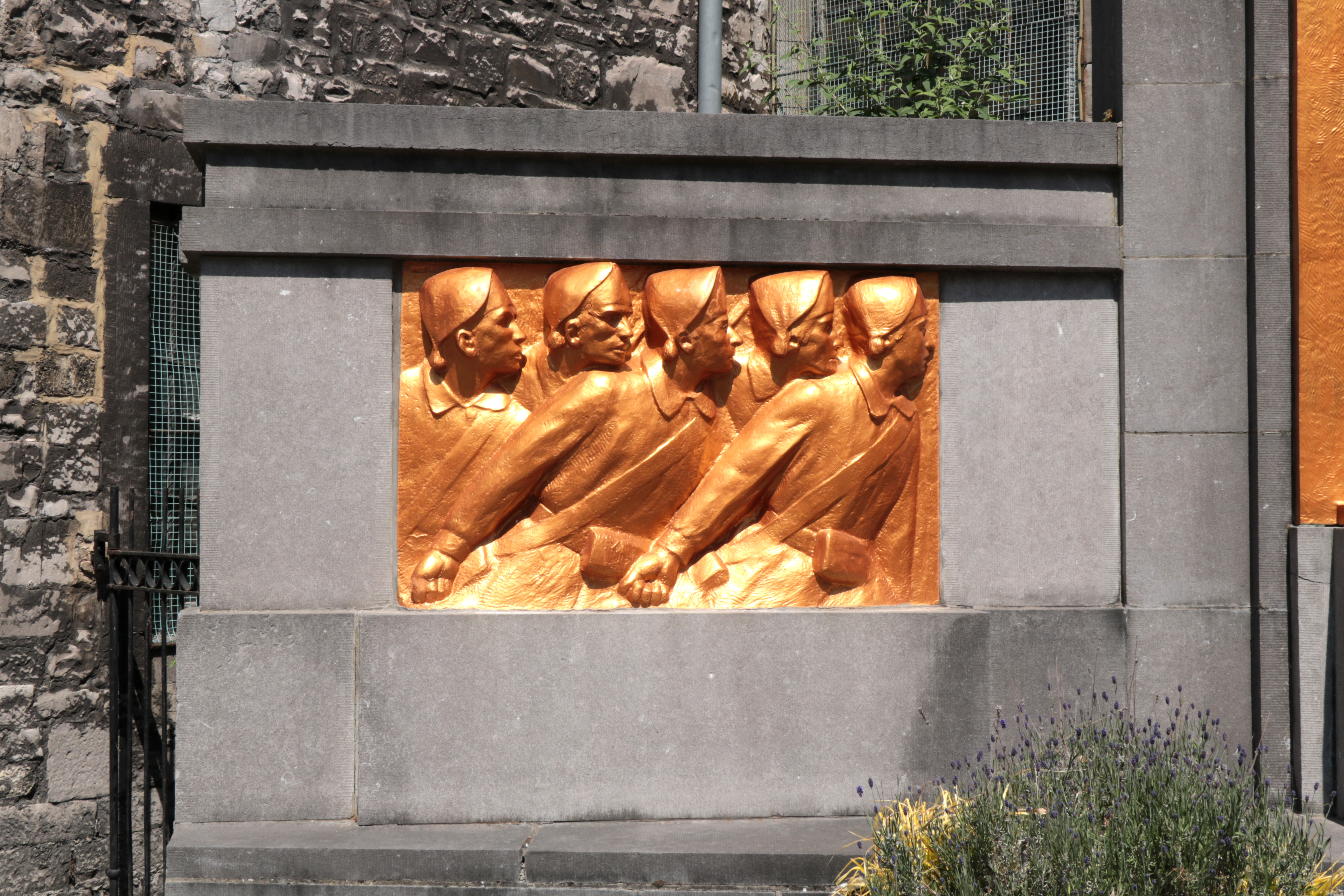
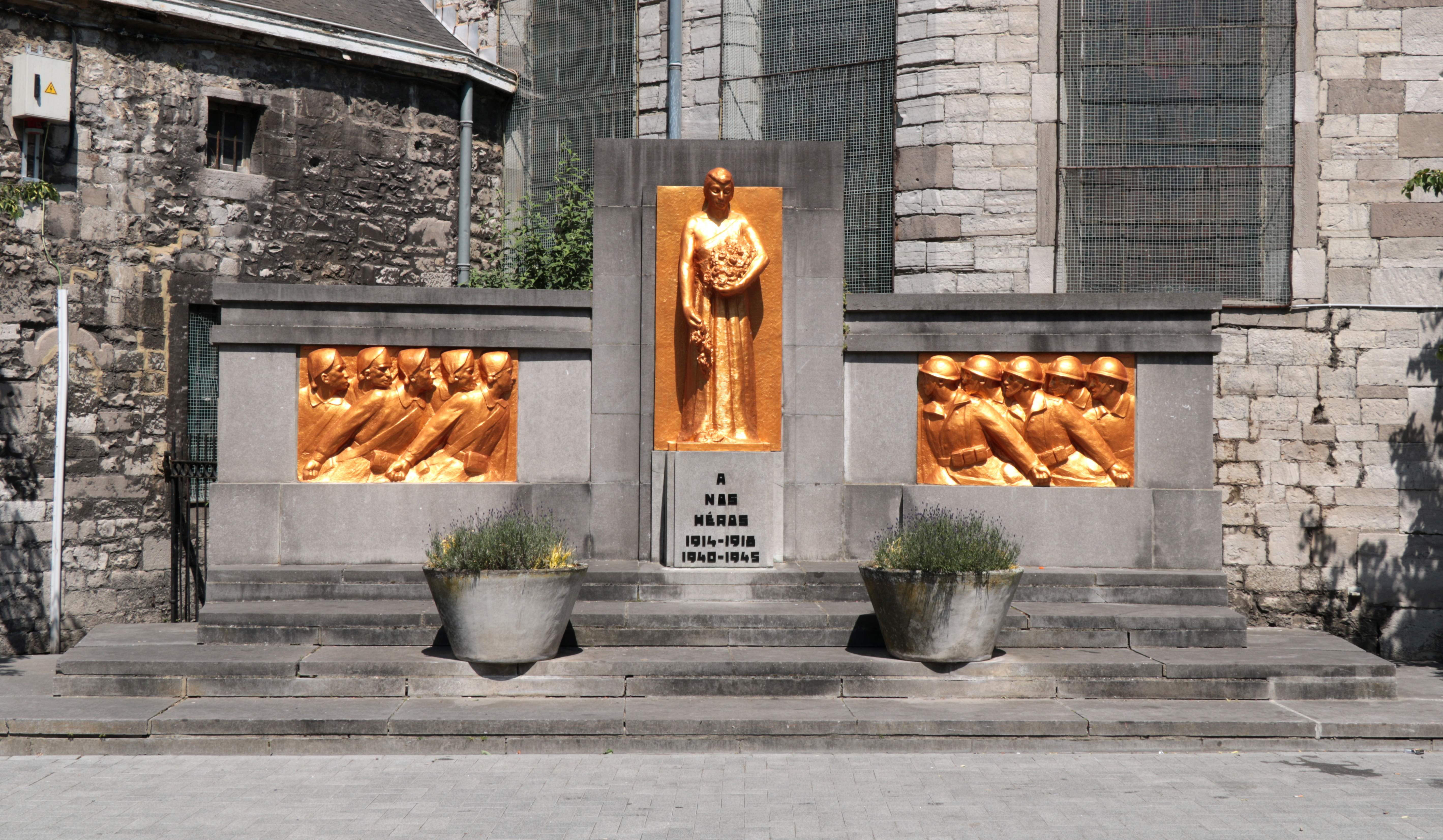
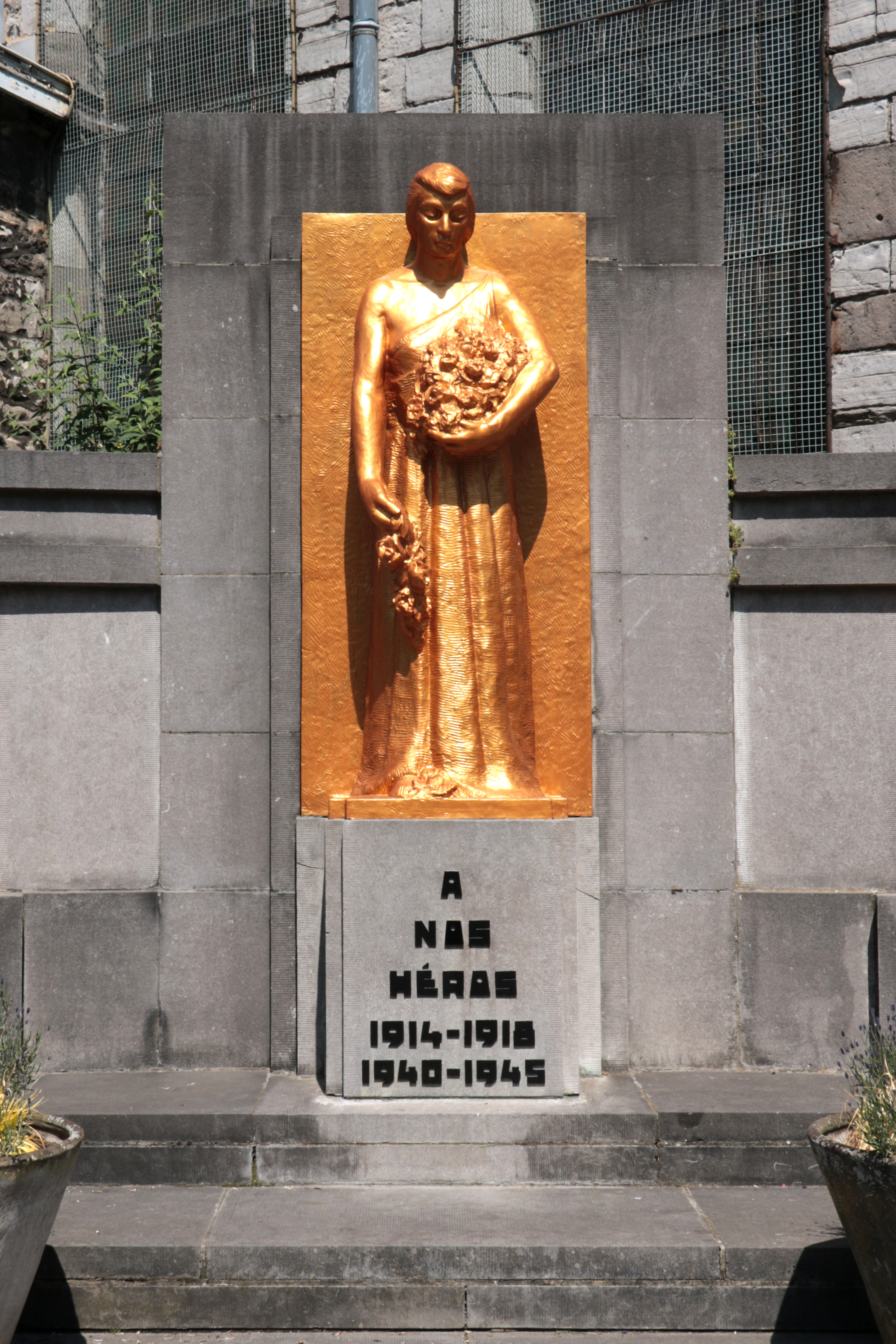
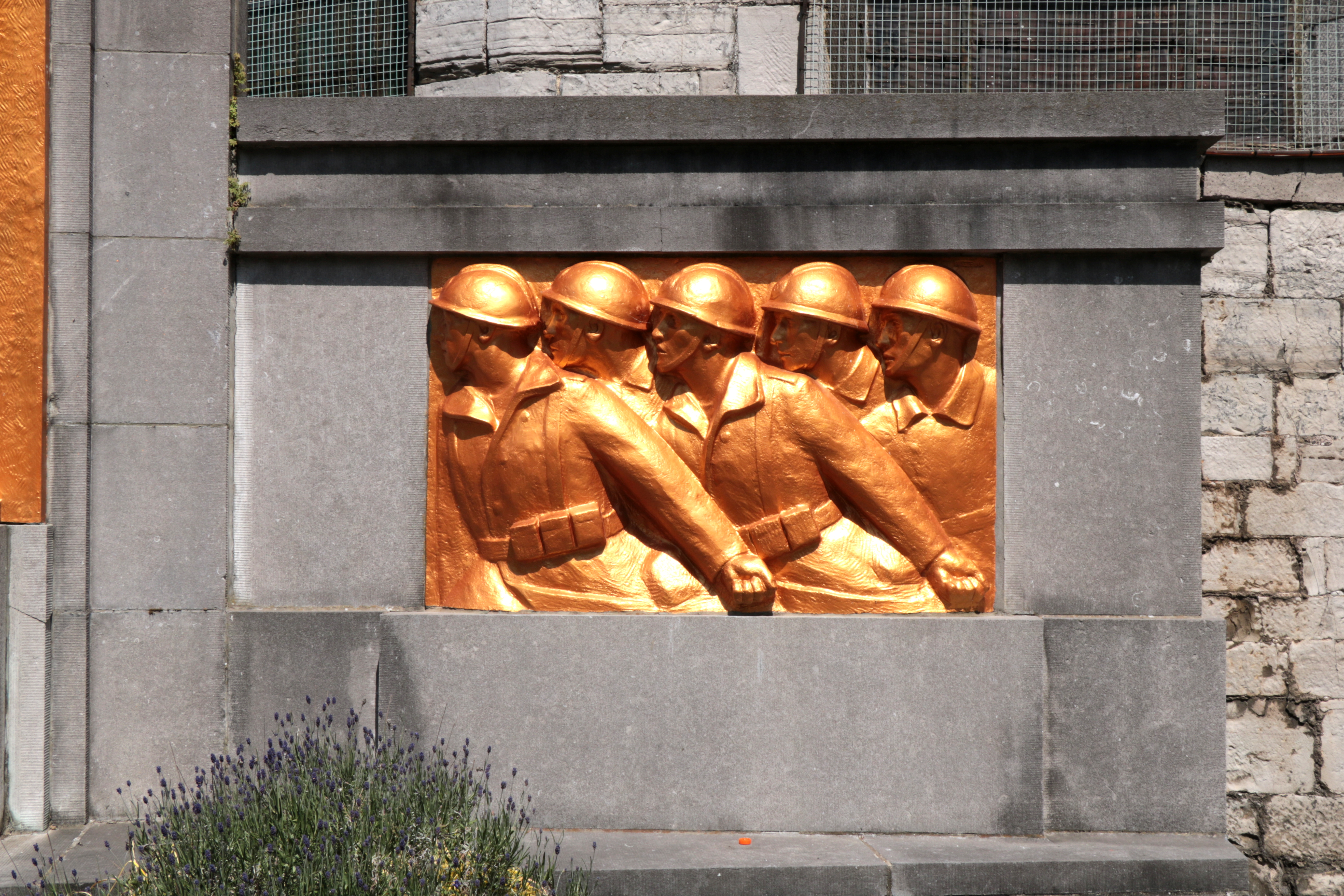